# 佩雅策維茨城堡

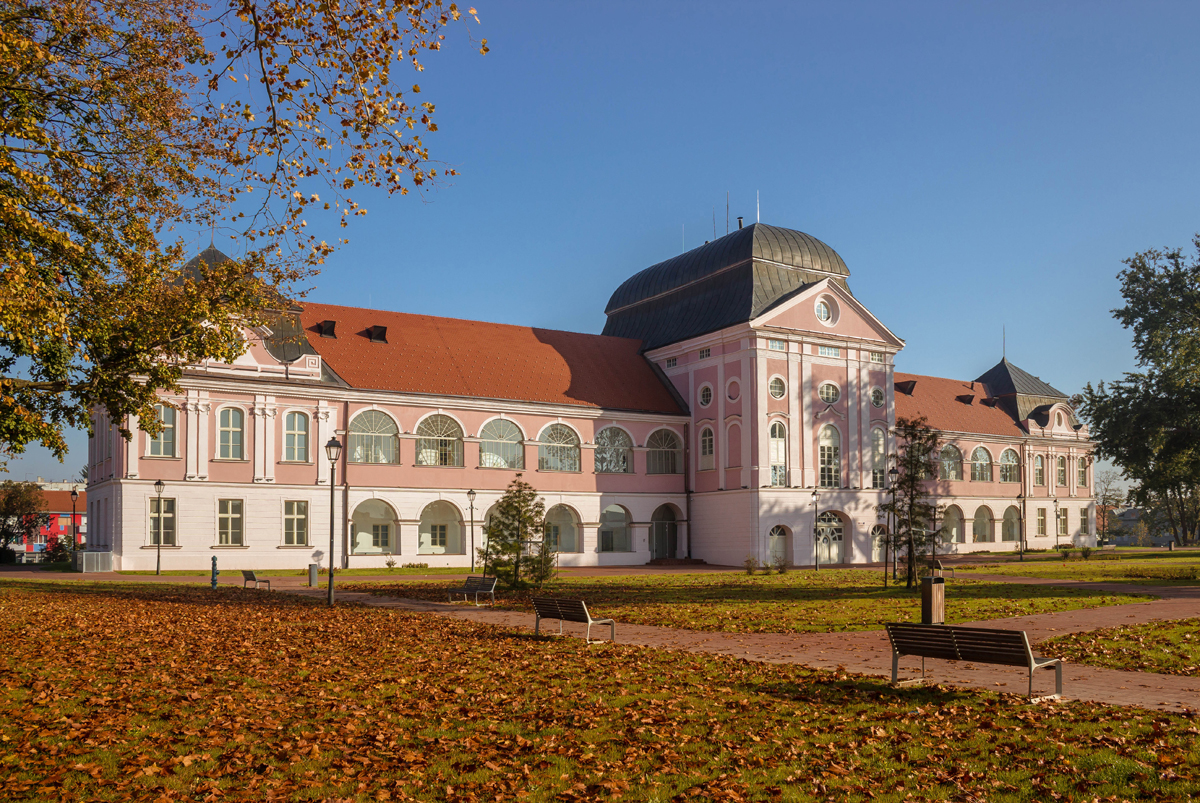
佩雅策維茨城堡

佩雅策維茨城堡（Pejačević Castle in Virovitica）是一座位於克羅埃西亞北部維羅維蒂察-波德拉維納縣城市維羅維蒂察的一座城堡，屬於後期巴洛克式和新古典主義建築。佩雅策維奇城堡修建於1800年至1804年期間。現在這裡是維羅維蒂察博物館的所在地。

## 外部連結
- Castle dominating the center of the Town of Virovitica
- History of the Pejačević Castle
- History of the Castle and Virovitica Municipal Museum
- Virovitica Municipal Museum and its collections